# Fernelia buxifolia
Espèce
Classification APG III (2009)
Fernelia buxifolia est une espèce de plantes de la famille des rubiacées. Elle est endémique de l'archipel des Mascareignes, dans le sud-ouest de l'océan Indien. Elle est appelée bois de balai ou bois de buis à La Réunion et à l'île Maurice.